# Dot Wessman
Dot Wessman (født  4. marts 1958, født Stefansen) er en dansk sangerinde, som er ejer af - og desuden optræder på - Bakkens Hvile nord for København. 
Dot Wessman var ejer af Damhus Tivoli sammen med sin eks-mand Tommy Wessman. Tivoliet har stået og forfaldet siden overtagelsen indtil 2013 hvor alle forlystelser blev fjernet.
Desuden ejer Wessman en række forlystelser på Dyrehavsbakken, bl.a. Mine Train Ulven, Radiobilerne, og Rodeobanen.

## Andre aktiviteter
Wessman deltager i sæson 21 af Vild med dans.

## Privatliv
Wessman er datter af teltholder Julius Olaf Franciskus Hoeing (død 2010) og Lilian A.H. Matzen. Hun bor på Dyrehavsbakken i Bakkens Hvile. 
Privat har hun fra 2007 til 2015 og igen fra 2016 dannet par med den 22 år yngre politiker Morten Messerschmidt. Parret har udgivet en jule-cd, Jul i Europa, med klassikere som "Skal vi klippe vore julehjerter sammen" og "Feliz Navidad". 

## Diskografi
- Jul i Europa (2008) - med Morten Messerschmidt